# Armilarna sfera
Armilárna sfêra (tudi sfêrični astroláb, armíla ali armíl) je model nebesne krogle. Predstavlja zgodnjo astronomsko merilno pripravo za merjenje nebesnih koordinat in leg nebesnih teles.

## Razvoj armilarne sfere

### Antična Grčija in Kitajska
Najstarejšo znano armilarno sfero je okoli leta 255 pr. n. št. izumil Eratosten. Tudi na Kitajskem so v času zahodne dinastije Han v 1. stoletju pr. n. št. izumili podobno pripravo. Čang Heng je izdelal vrteči nebesni globus, ki ga je gnal s pomočjo hidravlike. Njegov izum je kasneje leta 723 izboljšal I Sin. Ime priprave izhaja iz latinske besede armilla (krog, zapestnica), saj je njeno ogrodje narejeno iz kovinskih obročev, ki povezujejo pola in predstavljajo ekvator, ekliptiko, poldnevnike in paralele. Kitajci so pripravo imenovali hun ji ali priprava nebesne krogle. Po navadi je v središču krogla, ki predstavlja Zemljo, oziroma kasneje Sonce. Pred iznajdbo daljnogleda v 17. stoletju je bila armilarna sfera glavni astronomski inštrument za določevanje nebesnih koordinat in leg nebesnih teles.
Najpreprostejša armilarna sfera je sestavljena iz obroča, ki je pritrjen v ravnino ekvatorja. To je tudi ena najstarejših oblik armile. Izpopolnjena je imela drugi obroč, pritrjen v poldnevniško ravnino. Prva je bila ekvinokcijska, druga pa solsticijska armila. Za prikaz navidezne lege Sonca so služile sence v kombinaciji s kotnimi razdelbami. Ko so združili več obročev, ki so predstavljali nebesne velike kroge, je nastala armilarna sfera.
Eratosten je verjetno uporabljal solsticijsko armilo za merjenje nagnjenosti ekliptike. Hiparh je verjetno uporabljal armilarno sfero s štirimi obroči. Ptolemaj je opisal njegovo pripravo v Almagestu (5i). Sestavljal ga je razdeljeni obroč, znotraj katerega je lahko drsel drug obroč, ki je nosil dve nasproti ležeči cevi, pripravo pa je držala v navpični smeri svinčnica.
Armilarno sfero so kot učni pripomoček v antični Grčiji uporabljali že v 3. stoletju pr. n. št.